# Chlamydogobius
Chlamydogobius (gr. Chlamys, Genitiv Chlamydos = Mantel) oder Wüstengrundeln sind eine Gattung von kleinen Süßwasserfischen aus der Familie der Oxudercidae innerhalb der Grundelartigen (Gobiiformes), die in Australien endemisch ist.

## Merkmale
Wüstengrundeln haben die typische langgestreckte, im Querschnitt drehrunde Grundelgestalt, einen bulligen Kopf und ein großes Maul. Ihre Grundfarbe ist gräulich, oft mit einem groben netzartigen Muster. Die erste Rückenflosse ist bunt gefärbt, oft blau, im oberen Drittel gelb oder weiß und kleiner als die zweite Rückenflosse, die graublau oder transparent ist. Die Wüstengrundeln werden fünf bis sechs Zentimeter lang. Sie haben keine Schwimmblase und benutzen ihre Brustflossen, um sich auf dem Boden abzustützen.

## Vorkommen

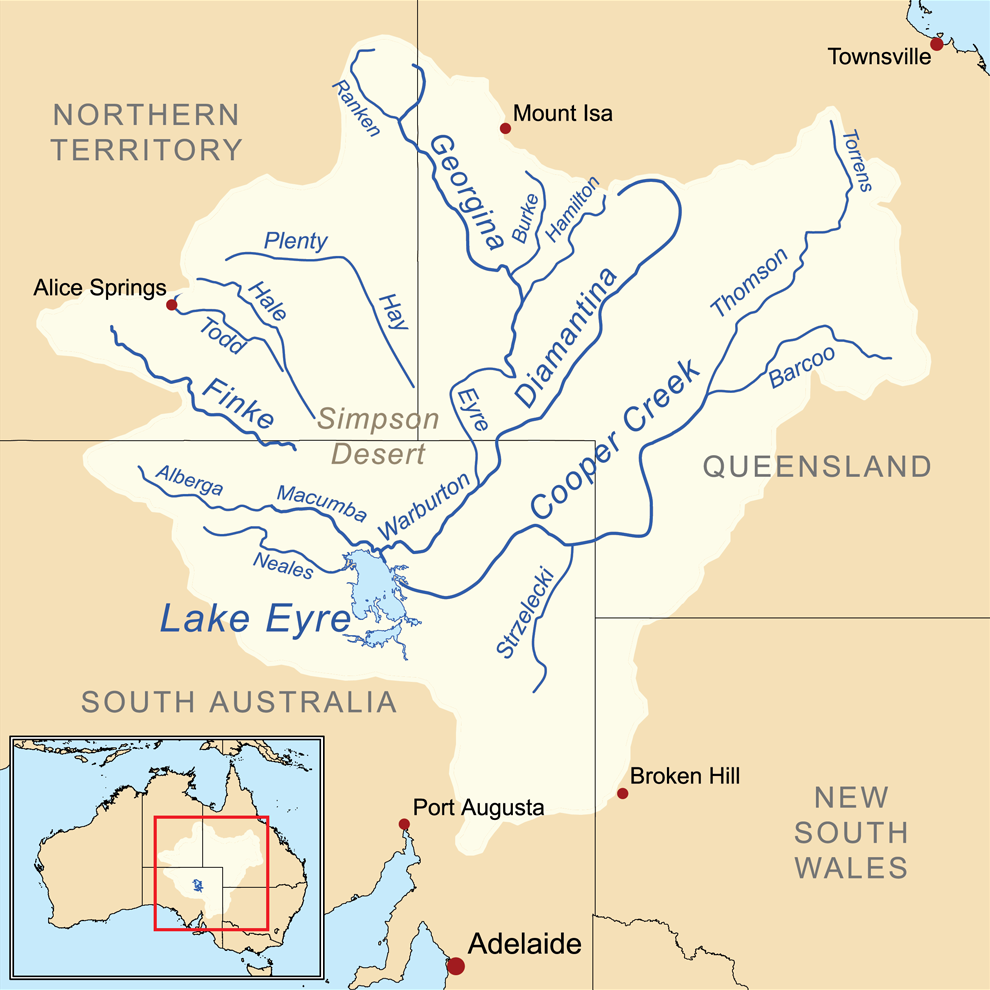
Lokal eng begrenzte, isolierte Gebiete im inneraustralischen Lake-Eyre-Becken sind Heimat fast aller Wüstengrundeln.

Die Wüstengrundeln kommen lokal im Inneren Australiens vor – bis auf Chlamydogobius ranunculus, die flache, schlammige, küstennahe Gewässer niedriger Salinität in Queensland und im Northern Territory bewohnt. Die Vorkommen von Chlamydogobius squamigenus und Chlamydogobius micropterus in Queensland sind aufgrund ihres begrenzten Verbreitungsgebietes besonders gefährdet. Die durch Artesische Quellen gespeisten Lebensräume sind durch Weidetiere und Grundwasserentnahme stark bedroht. Exotische Gambusen (Gambusia holbrooki) tragen möglicherweise zur Gefährdung bei.

## Lebensweise
Wüstengrundeln müssen in ihren ariden Lebensräumen mit jahreszeitlich großen Änderungen der Wasserqualität und hohen Tag-Nacht-Schwankungen fertigwerden. Die Temperaturen der Gewässer können zwischen 3 und 43 °C schwanken und der Salzgehalt von reinem Süßwasser kurzzeitig bis zu 6 % erreichen. Sie wurden schon in Gewässern mit extrem niedrigem Sauerstoffgehalt (0,8 ppm gelöster Sauerstoff) aufgefunden, oft liegt die Sauerstoffkonzentration unter 5 ppm. Unter diesen Bedingungen tauchen sie auf und „schlucken“ Luft. Gleichzeitig nutzen sie den Effekt der Verdunstungskälte. Es wurde auch beobachtet, dass sie sich über Algen, die Photosynthese betreiben aufhalten, vermutlich um den produzierten Sauerstoff aufzunehmen.
In diesen Lebensräumen halten sie sich normalerweise unter Steinen und Wasserpflanzen auf, wo sie gegen Räuber und die extremen Temperaturen geschützt sind. Sie können ihre Körperfärbung der Umgebung anpassen. Wüstengrundeln fressen alles, hauptsächlich Algen, Zooplankton, kleine Wasserinsekten, Fischeier und Detritus. Laichzeit ist im natürlichen Habitat zwischen November und März, die bis zu 300 Eier werden unter Steinen oder anderen harten Objekten abgelegt. Die Männchen bewachen das Gelege und fächeln ununterbrochen frisches Wasser herbei, bis die Larven nach 10–17 Tagen schlüpfen. Frisch geschlüpfte Larven sind ungefähr 5 mm lang. Sie fressen Zooplankton und erreichen nach einem halben Jahr eine Größe von 4 bis 5 cm.

## Systematik

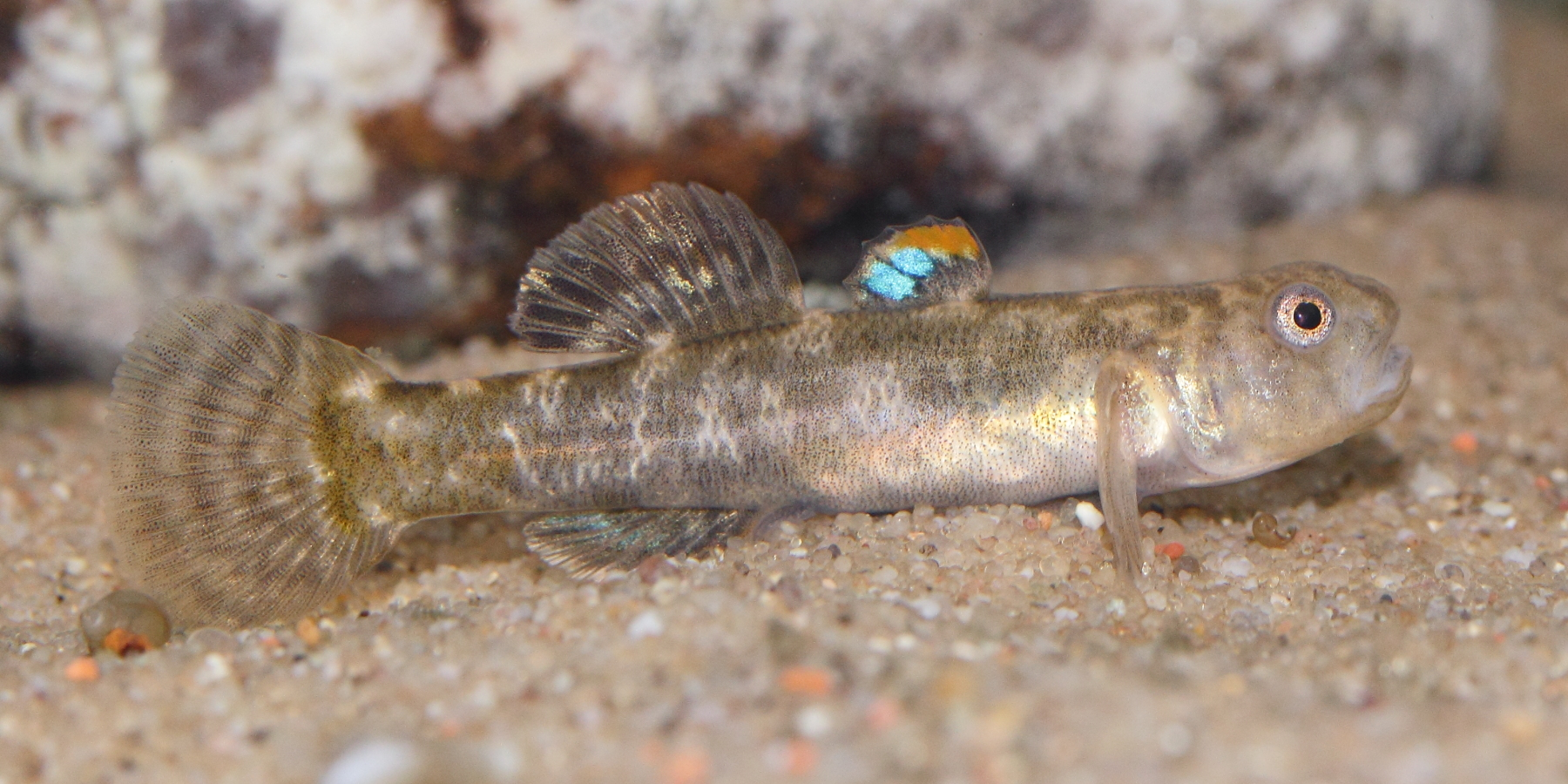
Zwergwüstengrundel (Chlamydogobius ranunculus)

In der Gattung Chlamydogobius sind sechs Arten zusammengefasst:
- Australische Wüstengrundel (Chlamydogobius eremius) (Zietz, 1896) – Vorkommen: südwestlich des Lake Eyre in Südaustralien
- Chlamydogobius gloveri Larson, 1995 – Vorkommen: Dalhousie Springs im nördlichen Südaustralien
- Chlamydogobius japalpa Larson, 1995 – Vorkommen: Wasserlöcher im Gebiet des Finke River im Süden des Northern Territory
- Chlamydogobius micropterus Larson, 1995 – Vorkommen: einige Quellen bei Springvale Station, 80 km südöstlich von Boulia im Westen von Queensland
- Zwergwüstengrundel (Chlamydogobius ranunculus) Larson, 1995 – Vorkommen: in Küstennähe verbreitet im Norden Queenslands und im Northern Territory
- Chlamydogobius squamigenus Larson, 1995 – Vorkommen: einige Quellen in Zentral-Queensland im Edgbaston Reservat bei Aramac, Barcaldine Region, im Einzugsbereich des Thomson River